# Alter Markt 10 (Stralsund)
Das Haus mit der postalischen Adresse Alter Markt 10 ist ein denkmalgeschütztes Gebäude im Stadtgebiet Altstadt der Stadt Stralsund am Alten Markt.

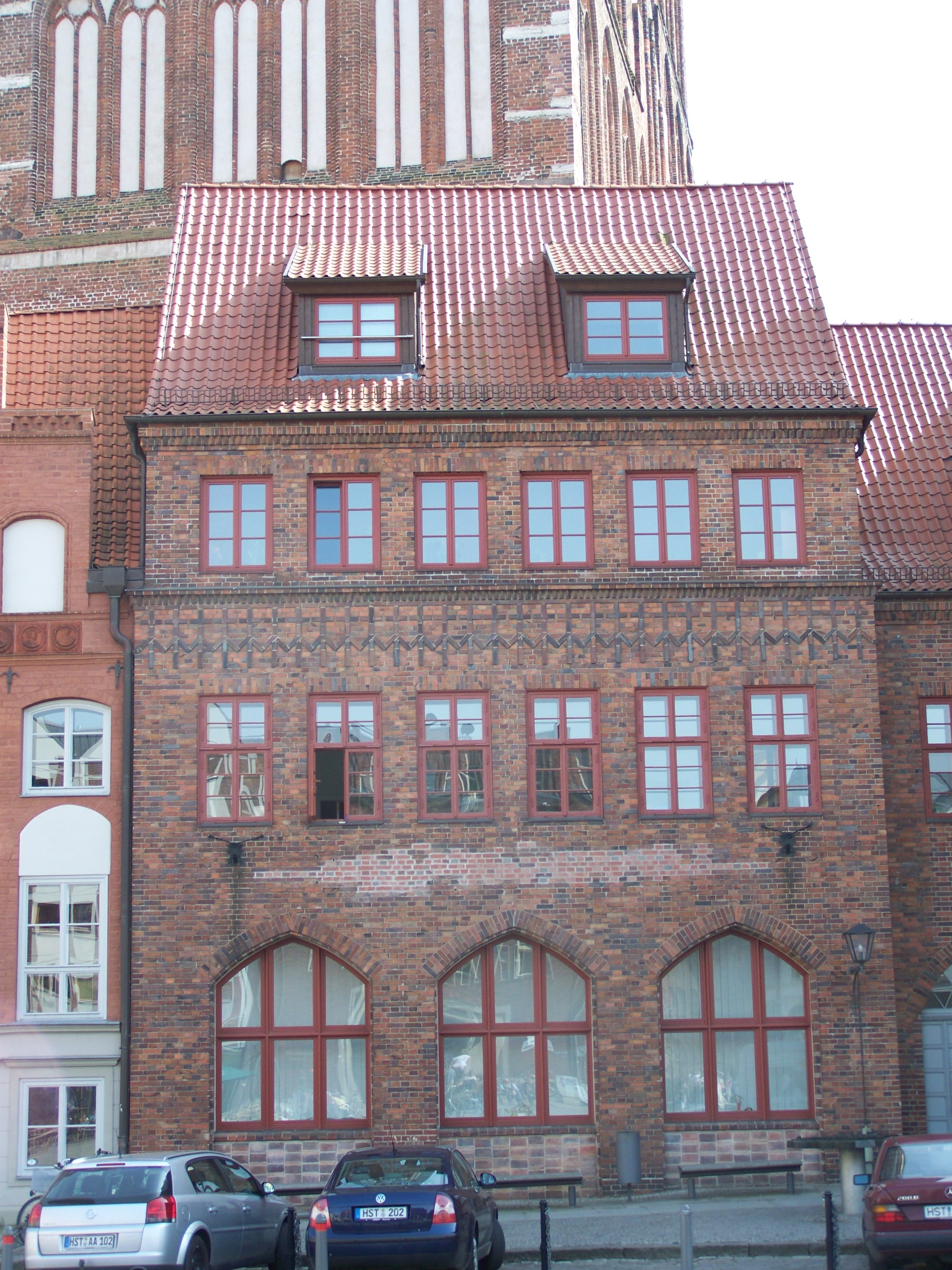
Das Haus Alter Markt 10 in Stralsund (2008)

Das aus Backstein errichtete, traufständige Gebäude entstand im Jahr 1931, als der im Jahr 1875 errichtete Vorgängerbau, das so genannte „Minervahaus“, umgestaltet wurde.
Die Fassade des dreigeschossigen Hauses weist im Erdgeschoss drei breite Spitzbogenfenster auf. Über dem ersten Obergeschoss ist ein flacher Zierfries ausgeführt.
Der heutzutage mit zum Haus gehörende Zwischenbau zum Stralsunder Rathaus ist die Stadtwaage.
Das Haus liegt im Kerngebiet des von der UNESCO als Weltkulturerbe anerkannten Stadtgebietes des Kulturgutes „Historische Altstädte Stralsund und Wismar“. In die Liste der Baudenkmale in Stralsund ist es mit der Nummer 11 eingetragen.